# Bergedorfer Zeitung
Die Bergedorfer Zeitung ist eine seit 1874 in Hamburg erscheinende regionale Tageszeitung. Sie berichtet schwerpunktmäßig über den Bezirk Bergedorf mit den Vier- und Marschlanden sowie die Städte Glinde, Geesthacht, Lauenburg, Schwarzenbek und Reinbek. Die Zeitung stimmt in Layout und Inhalt mit der Lauenburgischen Landeszeitung überein – abgesehen von den Titelseiten, deren Inhalte differieren. Den überregionalen Teil, den sogenannten Mantel, bezieht die Zeitung von der Funke Zentralredaktion, die Hamburg/Schleswig-Holstein-Seiten kommen vom Hamburger Abendblatt.
Die Zukunft der Zeitung scheint ungewiss. Da die wirtschaftlichen Rahmenbedingungen äußerst schwierig sind, sollen nach Angaben des Betriebsrats mehrere der 53 Mitarbeiter (Stand November 2017) das Haus verlassen müssen, die Redaktionen von Geesthacht, Lauenburg und Schwarzenbek sollen in Geesthacht zusammengefasst werden. Der Verlag will Kosten in Höhe von über einer Million Euro sparen, weswegen betriebsbedingte Kündigungen in den Redaktionen wahrscheinlich sind.
Die verkaufte Auflage betrug 15.595 Exemplare im Jahr 2014, ein Minus von 31,3 Prozent gegenüber 1998.

## Geschichte
Die Bergedorfer Zeitung wurde 1874 von dem aus Leipzig stammenden Druckermeister Eduard Wagner gegründet. Sie ist damit neben den Harburger Anzeigen und Nachrichten die Tageszeitung mit der längsten Tradition in Hamburg. Der spätere Verleger Axel Springer leistete dort Anfang der 1930er Jahre ein Volontariat ab. 1943 wurde das Erscheinen kriegsbedingt eingestellt und 1949 wieder aufgenommen.
Besondere Aufmerksamkeit erzielte das Blatt später dadurch, dass der damalige Bundeskanzler Helmut Schmidt das politische Geschehen unter dem Titel „Unser Mann in Bonn“ kommentierte. Am 1. Januar 1971 erwarb der Axel Springer Verlag zunächst einen Anteil von 20 Prozent an dem Blatt, drei Jahre später wurde es komplett übernommen.
Die Axel Springer AG verkaufte die Bergedorfer Zeitung / Lauenburgische Landeszeitung zum 31. Dezember 2013 an die Essener Funke Mediengruppe (ehemals WAZ-Gruppe).
Zum 30. Juni 2016 wurde der Bereich Druckvorstufe an die FUNKE PrePress in Erfurt ausgegliedert. Der Abbau von etwa 40 Stellen in der Bergedorfer Buchdruckerei erfolgte nach eigener Aussage sozialverträglich.

## Auflage
Die Bergedorfer Zeitung hat wie die meisten deutschen Tageszeitungen in den vergangenen Jahren an Auflage eingebüßt. Die verkaufte Auflage sank von 22.707 Exemplaren im ersten Quartal 1998 auf 15.595 Exemplare im zweiten Quartal 2014, ein Minus von 31,3 Prozent. Seit dem dritten Quartal 2014 wird die Auflage gemeinsam mit dem Hamburger Abendblatt ausgewiesen.
| 1998  | 1999  | 2000  | 2001  | 2002  | 2003  | 2004  | 2005  | 2006  | 2007  | 2008  | 2009  | 2010  | 2011  | 2012  | 2013  | 2014 | 2015 | 2016 | 2017 | 2018 | 2019 | 2020 | 2021 | 2022 | 2023 | 2024 |
| ----- | ----- | ----- | ----- | ----- | ----- | ----- | ----- | ----- | ----- | ----- | ----- | ----- | ----- | ----- | ----- | ---- | ---- | ---- | ---- | ---- | ---- | ---- | ---- | ---- | ---- | ---- |
| 21968 | 21599 | 21500 | 20924 | 20116 | 20325 | 19430 | 19379 | 19198 | 19215 | 18770 | 18249 | 18187 | 17675 | 16994 | 15912 |      |      |      |      |      |      |      |      |      |      |      |